# Odolion (przystanek kolejowy)
Odolion – nieczynny przystanek kolejowy w Odolionie, w województwie kujawsko-pomorskim, w Polsce.